# Black Hat School módszer
Thomas Lin Yun 1986-ban, Kaliforniában, az általa alapított Black Sect Tantric Buddhism egyház égisze alatt kidolgozott egy egyszerű, közérthető − és ezáltal könnyen népszerűsíthető − módszert. A hagyományos feng shui alapelveket ötvözte különféle ezoterikus, tantrikus, konfúciánus, buddhista eszmékkel, valamint népi bölcsességgel és modern pszichológiai elméletekkel. Magyar forrásokban BHS (Black Hat School) módszer, Black Sect iskola, háromajtós módszer vagy bágua-módszer néven ismert.

## Bagua-térkép

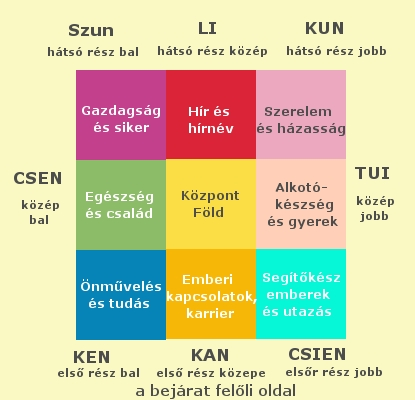
Bagua térkép

A Lin Jün (Lin Yun) professzor által átdolgozott bagua-térkép (egyszerűsített kínai: 八卦, pinjin: bāguà, magyar átírás: pakua) segítségével szobánkat, lakóhelyünket nyolc egyenlő részre osztjuk, és az egyes részeket különböző életterületeknek feleltetjük meg. A pakua (bagua) jelentése: pa (bā) = nyolc, kua (guà) = trigram. A térképet úgy kell elhelyezni, hogy az első, vagyis a karrier része a bejárat legyen. Egyes felhasználók nyolcszögletű pakua-térképet (bagua-térképet) alkalmaznak, véleményük szerint a négyzet alakút a kényelem szülte.
Megjegyzendő, hogy a hagyományos módszerek nem zárt nyolcszöget használnak, hanem négy, egymást metsző egyenes vonallal osztják fel a vizsgált helyszínt. A részletek iskolánként változnak, de általánosan igaz, hogy az egyes nyolcadokat nem életterületeknek feleltetik meg, illetve az elhelyezést nem a bejárathoz kötik.
Az itt vázolt elmélet tehát a fengsujnak csak egy bizonyos megközelítése, nem pedig a több ezer évre visszanyúló kínai hagyomány ismertetése. A hagyományos vagy klasszikus fengsujban (fengshuiban) nincsenek ilyen életterületek.
A térkép felosztása:
- Karrier
- Barátok, pártfogók, utazás
- Alkotókészség, gyermekek
- Szerelem, házasság
- Hír, hírnév
- Gazdagság, siker
- Család, egészség
- Bölcsesség, tudás[4]

### Karrier
A karrier területére a víz elem tulajdonságai jellemzőek. A pályafutás és az életút megértése miatt használják. A bejáratra esik. Az ősi kínaiak úgy tartották, ez a rész védi meg őket a szellemektől.
Az elmélet szerint a karrier területén a pozitív energiaáramlás érdekében ajánlatos rendet tartani, minden felesleges tárgyat elrakni innen. Itt ajánlatos dolgozni. Díszítéséül ajánlott: a szoba vagy lakás használója számára fontos emberek, példaképek, hírességek képei, oklevelek fém vagy sötét színű keretben, vízesések vagy folyók képei, apró díszek, amik szorgalmas állatokat ábrázolnak, akváriumok páratlan számú halakkal, csillogó üvegtárgyak, tükrök, nyugalmat árasztó tárgyak.
Kedvezőtlennek számítanak itt a föld elemmel kapcsolatos tárgyak, például a kerámiából készültek, a sárga és más földszínek, és a négyzet alakú dolgok.

### Barátok, pártfogók, utazás
Eleme a fém, ezért itt ilyen jellegű tárgyak ajánlatosak.
Berendezésénél a feng suj (feng shui) tanítása szerint fontos, hogy mindig rend legyen. Ajánlottak a fekete, fehér, ezüstös, fémes színű tárgyak, különleges szobrok; a hittel kapcsolatos dolgok, például Krisztus, Buddha, angyalok, szentek stb. képei; földgömb, atlasz, térképek; úti célokat ábrázoló fotók, festmények és képeslapok; úti emlékek, csengők; barátok, segítőkész emberek fényképe, fényképalbum, barátoktól kapott ajándékok és minden, ami rájuk emlékeztet; vándorló állatok képe, például gólya, fecske stb.
Ezen a részen kedvezőtlennek számítanak a csövek.

### Alkotókészség, gyermekek
Eleme a fém. Itt fejezhető ki a kreativitás, és ez a terület erősítendő, ha a szoba lakója gyermeket szeretne.
Berendezésénél itt is fontos, hogy rend legyen. Ajánlottak a bronz-, acél-, ezüst-, réz-, arany-, ónjellegű, csillogó tárgyak, mozgó szobrok; csiszolt vagy természetes kristályok, kavicsok, hegyi kövek; gyermekek fotói fémkeretekben a falakon, játékok, minden olyan tárgy, ami az alkotást segíti, a kicsinyeikről gondoskodó állatok, nyúlszobrocskák; fehér, kör alakú tárgyak, kerek óra, sárgaréz csengők, kerek asztalka.
Nem ajánlatos tűz jellegű tárgyakkal, berendezni ezt a sarkot; kerülendő a piros szín, és háromszög alak.

### Szerelem, házasság
Eleme a föld, ami a stabilitás jelképe. Ennek a területnek  a szerelem és az önismeret az üzenete, mert a helyes önismeret teremti meg a kapcsolatokat, így nem a belőlünk hiányzó részt próbáljuk a társunkkal pótolni.
Berendezésénél ajánlottak a föld elemű és föld színű dolgok (sárga, drapp, barna) és a romantikusság jellemző színei (például rózsaszín, barackszín). Ajánlott minden olyan holmi, ami a szoba lakója számára a szerelmet jelképezi; gyertyák, masszázsolajak, pezsgő, az ágy, páros szobrocskák és képek, amik delfinpárt, két galambot, mandarinkacsát stb. ábrázolnak; szívecskék, párnák, puha selymek, bársony, illatszerek, füstölők; romantikát sugalló virágok, különösen azok, melyeknek levele szív alakú.
Kedvezőtlennek számítanak a múlt kapcsolatait idéző, illetve a magányosságot sugalló tárgyak, a rendetlenség.

### Hír, hírnév
E terület eleme a tűz.
Megalapozza a sikeres vállalkozásokat, és az emberi kapcsolatokat. Segít abban is,  hogy ne szoruljunk senki segítségére, és mások is számíthassanak ránk.
Berendezése:
Rakjunk ide valódi tűzzel égő tárgyakat, ilyenek a gyertyák, mécsesek, kandalló, lámpák stb. Legjellemzőbb színek a narancs és a vörös. Eredményeinket jelző dolgok, és példaképünk fotója is ezen a területen kap jelentős szerepet. Cégünk zászlójával, valamint a nap és a tűz szimbólumok mindegyikével is segíthetjük a terület erősítését. Az ágaskodó ló, a kakas, a szorgos méhecske is jellemző lehet, esetleg szikrázó csillagok kivilágítva a falakon vagy a mennyezeten.
Amik kedvezőtlenül hatnak erre a területre:
Azok a vízzel kapcsolatos dolgok, fekete és más sötét színek, kitömött állatok, rendetlenség.

### Gazdagság, siker
Fa jellegű terület.
Berendezése:
Rakj el minden felesleges tárgyat különösen azokat, amik ellenkeznek a gazdagság eszméjével. Tehetsz ide csobogót, lehetőleg gömbölyű akváriumot halakkal, olyan szép növényeket amik egészségesek és sok pici levelük van, tükröket, mert ezek bővítik a vagyont, kincseket, drágaságokat, bőség jelképeket például békát, vagy szerencsemalacot. Legyenek a  bíbor, zöld és piros színek a jellemzők, használatban levő pénzek, csobogók, is rakhatók ide.
Kedvezőtlenek:
A beázott falak, vagy az omló vakolat, a hamutartó, törött tárgyak, pénztelenségre emlékeztető dolgok.

### Egészség, család
Fa jellegű rész.
Ha nincs energiánk, szomorúak vagyunk, ez a terület szorul megerősítésre, a tavasz esik hozzá a legközelebb.
Berendezése:
Fém jellegű tárgyak, kör alakú dolgok.
Amik kedvezőtlenül hatnak erre a területre:
A beteg növények és a rendetlenség.

### Bölcsesség, tudás
Föld jellegű terület.
Erősítsük akkor, ha tanulmányokat folytatunk, vagy ha azt akarjuk, hogy több belátásunk legyen, és ha időbeosztásunkon akarunk változtatni, mert ez a teremtés ciklusának legutolsó része.
Berendezése:
Könyvespolcok, tankönyvek, bölcsek képei. Az ezoterikus képek, mandalák, piramisábrázolások, mert ezek az időtlenség jelképei. Azok az állatok szobrocskái, amik a bölcsességet, tudást jellemzik, ilyenek például a bagoly, az elefánt. Gyertyák és lámpák, valamint az éles kések, állítólag mert élesítik a tudást, általában a fém tárgyak.
Kedvezőtlenek:
A piros szín, a por és a rendetlenség.

## A színek hatása és helye az életterületeken
A vörös a tűz és vér színe. Felpezsdítő, melegítő rezgése van; az élet, a vitalitás, az erő szimbóluma. Aktivizál és bátorít.
1. Testi hatása: A vörös szín emberét meggondolatlanság, szertelenség, lobogás és nyugtalanság jellemzi. Szereti a kalandokat, az örömöt. Ha testében kevés a vörös, látásgyengeség, vérszegénység léphet fel.
2. Lelki hatása: Immunrendszer-erősítő; enyhíti a depressziót; serkenti a vérkeringést.
3. Gyógyító hatása: Az ilyen színű ételek serkentik a vérkeringést, méregtelenítenek.
4. Helye: A karrier területén.

A narancssárga pezsdítő, pozitív, melegítő szín. Az energia, az életerő és a természet szimbóluma. Szellemi és testi serkentő. E szín képviselője rokonszenves, törekvő társasági ember.
1. Testi hatása: Segít legyőzni a félénkséget és a szorongásokat. Általában derűs béke és kiegyensúlyozottság árad ebből a színből. Nyugalomba hozza a vérkeringést.
2. Lelki hatása: Növeli az önbizalmat, a kapkodó, bizonytalan embereket egyensúlyba hozza. Legyőzi a félénkséget, tartást ad.
3. Gyógyító hatása: Kiegyensúlyoz testi és lelki értelemben egyaránt. Harmóniateremtő.
4. Helye: A dolgozószobába és tanulóhelyekre, ahol egyenletes szellemi tevékenységre van szükség.

A sárga a bölcsesség, a gondolati tudás szimbóluma. Kreatív tudás és tolerancia jellemzi e szín képviselőjét.
1. Testi hatása: A sárga szín hiányában májpanaszok, mellhártyagyulladás és vérkeringési gondok léphetnek fel.
2. Lelki hatása: Pozitív energiákat szabadít fel. Gyógyítja az idegrendszert, ingerlékenység esetén nyugtató hatású. A sárga tárgyakkal körülvett helyiség melegebb érzete ad.
3. Gyógyító hatása: Gyümölcsben – frissítő hatása miatt – sejtfalvédő hatása van. Könnyíti a tanulási folyamatot, enyhíti a lelki betegségek hatását, vigaszt nyújt. Bélműködést javító, immunrendszer-erősítő hatása van.
4. Helye: A szórakozásra szánt helyekre.

A zöldet regeneráló és erőt adó színként ismerik. Idegrendszer nyugtató, erőt ad az újrakezdéshez.
1. Testi hatása:  Növekedés és fejlődés, nagy változások elősegítőjeként ismeretes. Gyümölcsökben értékes tápanyagok hordozója (pl. magnézium, folsav)
2. Lelki hatása:  Enyhíti az általános kimerültséget, frissítő és koncentrációfokozó. Lazít és oldja a feszültséget.
3. Gyógyító hatása: Erősen nyugtató hatású; szívpanaszok és szívritmuszavarok orvoslója. A máj és a vese működését előnyösen befolyásolja.
4. Helye: Pihenésre szánt helyeken.

A kék jellemzően hűsítő, nyugtató, csillapító és gyógyító hatású.
1. Testi hatása: Segíti a harmóniára való törekvést, a szépség iránti fogékonyságot. Elősegíti a társas kapcsolatokat, a barátkozást, a kommunikációt. Hiányában gégebetegség, torok- és fejfájás léphet fel.
2. Lelki hatása: Léleknyugtató; segít rendezni a gondolatokat. Segítségével leküzdhető az alvászavar; lelki viharok csillapítására is alkalmas.
3. Gyógyító hatása: Szenvedélybetegségek, fejfájás és torokfájás ellen hatásos.
4. Helye: Mellékhelyiség és a fürdő. Nem alkalmas olyan helyen, ahol szellemi tevékenység folyik, vagy ahol testi erőkifejtés a cél.

A lila szín az önuralom és misztikum jele. A legspirituálisabb szín. Szellem és megértés. Fejleszti az alkotókészséget.
1. Testi hatása: Az ilyen színű embert erős hagyománytisztelet jellemzi; nem tűri a hamis csillogást és az álnokságot. Nagy fantázia és képzelőerő jellemző erre a típusra.
2. Lelki hatás: Magabiztosság és erő.
3. Gyógyító hatása: Hallászavarok és kisebb helyi panaszok enyhítése. Akaraterősítő.
4. Helye: Alkotókészség.

Az arany a méltóság szimbóluma. Megtestesíti a gazdagságot és vonzza a pénzt.
- Helye: A dolgozószoba, a tárgyaló és a munkahely minden pontja.

A fehér Távol-Keleten a gyász színe. A sok fehér akadályozza a gondolkodást. A szűzi tisztaságot is jelképezi. Nem ajánlatos önmagában használni, csak keverve.
A fekete a komoly és megbecsült emberek színe. Az erő és okosság jelképe. Minden más színt elnyel. Csak kombinálva használható.